# Dainsclera obscuroviridis
Dainsclera obscuroviridis là một loài bọ cánh cứng thuộc họ Oedemeridae. Loài này được miêu tả khoa học đầu tiên năm 1997 bởi Švihla.